# Homosexualidade e bisexualidade feminina em ordens religiosas

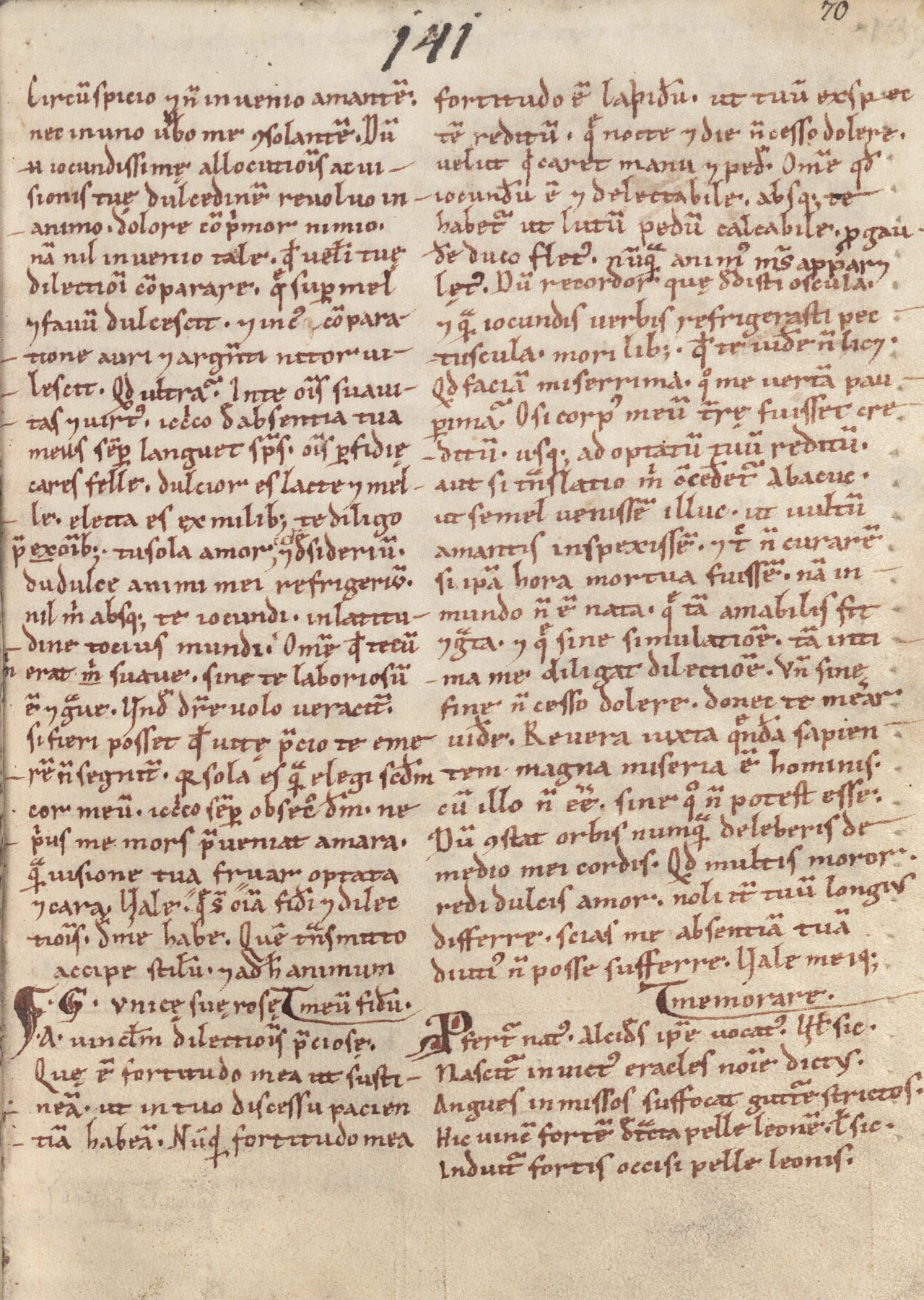
A carta número 7 das cartas de amor de Tegernsee começa ao final da coluna esquerda: G. vnice ſue roſe ('A G., sua única rosa')

A homosexualidade e a bisexualidade feminina em ordens religiosas faz referência à presença de mulheres sáficas (lésbicas e bissexuais ou pansexuais) nas diferentes ordens religiosas, especialmente naquelas exclusivamente femininas, sendo habitual em figuras como as freiras.

## História
Um dos primeiros exemplos conhecidos de safismo dentro das ordens religiosas femininas se encontra nas cartas de amor de Tegernsee, uma série de cartas copiadas e recopiladas por freiras ou canonisas entre 1160 e 1186, na Abadia de Tegernsee, no período medieval da Alemanha, e escritas por outras freiras. São 10 cartas de amor e amizade entre freiras sáficas (lésbicas ou bissexuais), sendo especialmente relevante a sétima carta, que confirma os beijos e o contato sexual entre duas destas freiras, sendo um dos exemplos mais explícitos que se conservam de uma relação lésbica medieval.

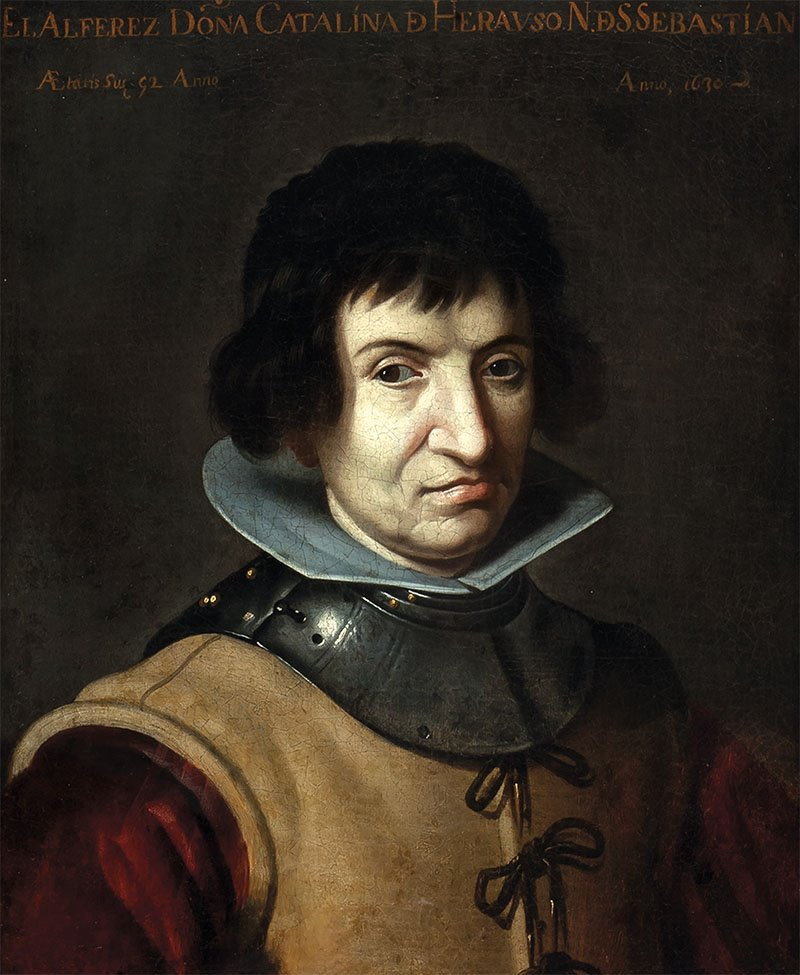
Retrato de Catalina de Erauso, atribuído a Juan van der Hamen.

Em 1585, nasceu em Guipúzcoa, no País Basco, a futura freira Catalina de Erauso, que iniciou sua vida religiosa com quatro anos de idade, escapando de seu convento aos 15 anos e adotando identidade masculina, sob o nome de Alonso Díaz Ramírez de Guzmán. Com uma vida turbulenta, viu-se envolvida em numerosos conflitos, combatendo também na Guerra de Arauco contra os mapuches do Chile, sendo uma figura destacada no conflito. Sobre sua sexualidade, sabe-se que manteve relações com uma mulher no Peru, filha de seu então chefe, o que ocasionou sua demissão. Tempo depois, depois que se revelou seu sexo alocado ao nascer, Erauso contou com a aprovação do então papa e do rei Felipe IV para conservar seu nome e identidade masculina, bem como para seguir vestindo-se como homem. No século XXI, surgiriam críticas sobre a identidade de gênero de Erauso, sendo questionado a partir de uma perspectiva contemporânea se Erauso foi uma mulher sáfica ou um homem trans.

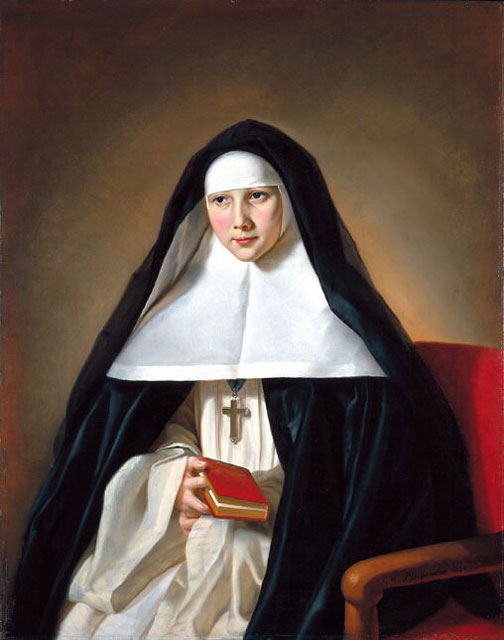
Benedetta Carlini, freira lésbica que viveu durante século XVI e século XVII.

Em 1591, nasceu Benedetta Carlini, que ingressou ainda jovem em um convento e foi madre abadesa aos 30 anos, algo incomum para a época. Benedetta mostrou uma série de supostos milagres e estigmas que foram pesquisados pela igreja, que achavam tratar-se de uma farsante. Uma destas investigações, decorridas entre agosto de 1622 e março de 1623 levou a freira Bartolomea Crivelli a confessar que tinha mantido relações sexuais lésbicas com Benedetta, enquanto esta estava supostamente possuída por um de seus anjos guardiães, durante uma de suas visões. Benedetta negou estas afirmações.

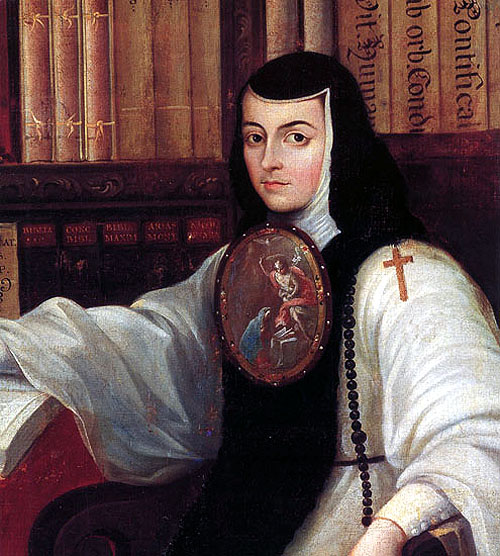
Sor Juana Inés da Cruz, escritora e religiosa novohispana do.

Uma das figuras mais destacadas dentro deste âmbito foi Sor Juana Inés da Cruz, uma escritora e religiosa novohispana que nasceu em 1648 ou em 1651, e faleceu em 1695. Existe uma grande cobertura acadêmica sobre sua figura, contudo, a conversa a respeito de sua sexualidade tem sido muito limitada, existindo com frequência unicamente para negar que esta pudesse ter sentido desejo sexual ou sentimentos românticos por outras mulheres, conquanto escritores e acadêmicos do mundo hispânico, como Sergio Téllez-Pon e Cristina Domenech, começaram a defender esta postura a partir da década de 2010. Ao longo de sua vida, Juana escreveu 50 poemas em que expressou seu amor e afeto à vice-rainha do México, María Luisa Manrique de Lara e Gonzaga, a quem afetuosamente chamava de "Lisi". Ademais, uma vez que María Luisa concluiu seu mandato e voltou à Espanha, levou consigo um retrato da própria Juana, que guardou para o resto de sua vida.
Em 1985, as escritoras estadounidenses Rosemary Curb e Nancy Manahan, publicaram pela editorial lésbica Naiad Press, uma obra que supunha um ponto de inflexão na visibilidade do lesbianismo e da bisexualidade feminina dentro da igreja, intitulado Monjas Lesbianas: Se Rompe el Silencio. No livro, 55 freiras auto percebidas lésbicas, entre os 20 e 65 anos de idade, narraram suas experiências e vivências como lésbicas dentro dos conventos estadounidenses. O livro narra também as duras consequências que muitas freiras enfrentaram ao serem descobertas, sendo submetidas a encarceramentos em hospitais mentais, terapias de drogas e eletrochoques. Muitas destas freiras lésbicas, sáficas e bissexuais foram consideradas por seus iguais e superiores dentro da igreja como loucas, doentes, desviadas, inapropiadas para a vida religiosa, ou simuladoras de doenças físicas, e muitas delas se viram obrigadas a deixar para trás a vida religiosa para poder viver suas vidas. Por último, o livro também conta como a maioria, ao abandonar o convento, participou ativamente na vida política, sendo parte do movimento feminista e diretoras de agrupamentos LGBT, bem como escrevendo periódicos e publicações lésbicas, participando nos movimentos pela paz, pelos direitos civis, contra o racismo, pelo meio ambiente, pelos direitos dos presos ou também pela desobediência civil. Muitas delas adotaram ideologias marxistas, anarquistas e comunistas.
Em 1989, Bridget Coll e Bridget Coll, duas freiras de origem inglesa estabelecidas no Chile, politicamente ativas, opostas à ditadura de Pinochet e apaixonadas entre si decidiram abandonar a vida eclesiástica para viver juntas no Canadá.
Em 2007, Sandra Pavez, uma freira chilena que trabalhava como professora, decidiu sair do armário como lésbica, o que fez com que o bispo de San Bernardo, Juan Ignacio González Errázuriz, lhe revogasse a adequação para trabalhar como professora, pois este considerava que as mulheres lésbicas não eram aptas para exercer a educação. Desde então, Sandra nunca voltou a trabalhar no ensino, por causa de sua orientação sexual.

## Na cultura popular

### Cinema
Em 27 de outubro de 1985, estreou na Espanha o filme Extramuros, dirigido por Jesús Fernández Santos e protagonizado por Carmen Maura e Mercedes Sampietro. O filme segue um casal de freiras lésbicas, sor Ana e sor Ángela, que decidem fingir que têm estigmas para serem canonizadas e receberem dinheiro para melhorar a situação econômica do convento. Ao longo do filme, ambas mostram abertamente sua homossexualidade e compartilham vários beijos em tela.
Em 2020, lançou-se o documentário Nun of Your Business, o qual segue a história e o romance entre Marita Radovanovic e Fani Feric, duas ex-freiras croatas que desenvolveram uma relação de amizade num convento, que terminou evoluindo para sentimentos românticos. O documentário aborda o conflito das duas protagonistas entre sua fé e sua orientação sexual, enquanto enfrentam conflitos como a promessa de castidade ou as dificuldades próprias das lésbicas em uma sociedade homofóbica.
Em 2021, estreou o filme histórico franco-holandês Benedetta, dirigido por Paul Verhoeven e protagonizado por Virginie Efira, que narra a vida e as visões da freira Benedetta Carlini, bem como suas experiências lésbicas e seu posterior julgamento e detenção por causa de sua sexualidade. O filme gerou uma série de protestos na cidade de Nova York por parte de grupos católicos, que acusaram o filme de blasfêmia. Nos cartazes das manifestações afirmavam que insultava a santidade das freiras ou que era um filme de blasfêmia de lésbicas. Assim mesmo, a plataforma conservadora CitizenGo recolheu assinaturas exigindo sua retirada das salas de cinema.

### Música
Dentro do mundo da música, destaca-se o videoclipe oficial do singelo Touch, da cantora Shura, lançado em 2019. O videoclipe simulou a saída do armário da cantora. Nele pode-se ver a cantora em um jardim rodeada de freiras lésbicas, enquanto ela exerce a função de papa. No próprio videoclipe, duas freiras apaixonam-se entre si.